# Chippalkatti, Ramdurg
Chippalkatti là một làng thuộc tehsil Ramdurg, huyện Belgaum, bang Karnataka, Ấn Độ.